# Chaniotis (Kassandra)
Chaniotis (griechisch Χανιώτης (m. sg.)) oder auch Chanioti (Χανιώτη (f. sg.)) ist ein Küstenort im Gemeindebezirk Pallini der Gemeinde Kassandra auf der Chalkidiki-Halbinsel in der nordgriechischen Region Zentralmakedonien. 2011 zählte der Ort 893 Einwohner.

## Name
Die Tradition sagt, dass der Name auf die ersten Einwohner der Siedlung zurückgeht, die sich aus Chania kommend südlich der heutigen Siedlung im Alten Ort (Palios Chorio) niederließen. Nach einer anderen Version verdankt das Gebiet seinen Namen einem „Chanioti“ (Chanitzi), der einen Gasthof in dem Gebiet unterhielt.

## Geographie
Das Dorf liegt an der Ostküste der Halbinsel, ungefähr auf halber Strecke zwischen Nordende und Südspitze. Eine größere Straße führt von dort aus über den zentralen Bergkamm an die Westseite der Halbinsel nach Nea Skioni (Νέα Σκιώνη). Die nächsten Ortschaften sind Polychrono (Πολύχρονο) im Nordwesten und Pefkochori (Πευκοχώρι). Zahlreiche Strände befinden sich an der Küste, die mehr oder weniger touristisch erschlossen sind.
Der Ort ist stark touristisch geprägt, die Zahl der Hotels und Übernachtungsmöglichkeiten übertrifft die Zahl der Einwohner bei Weitem. Im Sommer kommen tausende Touristen.
In der Umgebung gibt es große Wälder mit Kiefern als vorherrschender Baumart, die zuletzt bei den Waldbränden 2006 schwer geschädigt wurden.
Der Ort selbst zieht sich entlang der Küste. Ein Zentrum bilden die Straßen rund um die Kirche Agios Ioannis Chrysostomos (Άγιο Ιωάννη το Χρυσόστομο).

### Ammoudes
Einer der schönsten Teilorte innerhalb der Ortsgemeinschaft ist Ammoudes (Αμμούδες, (m. pl.)), ein Ortsteil im Westen des Zentrums mit besonders schönen Stränden. Der Ort ist erst in den letzten drei Jahrzehnten entstanden. Im Sommer leben dort mittlerweile ca. 80 Personen.

### Alte Siedlung
Mit der Aufgabe des auf den Hügeln der Halbinsel gelegenen, alten Dorfes und seiner Verlegung an den jetzigen Standort an der Küste wurde auch die alte Pfarrkirche Agios Chrysostomus (aus der Mitte des 19. Jahrhunderts) aufgegeben. Sie enthielt marmorne architektonische Elemente aus prähistorischer Zeit.
Die Ikonen wurden in die Kirche des neuen Dorfes überführt. Sie sind der einzige eindeutige materielle Beweis für die historische Kontinuität von Chaniotis. Es handelt sich um Ikonen des Pantokrator, Eleusa, Prodromos, Agios Georgios und Chrysostomos, Werke von Ioannes Papathalassios (Ιωάννης Παπαθαλασσίος, um 1870) von Galatista. Heute ist in der Gegend, in der sich das alte Dorf befand, nichts mehr erhalten.

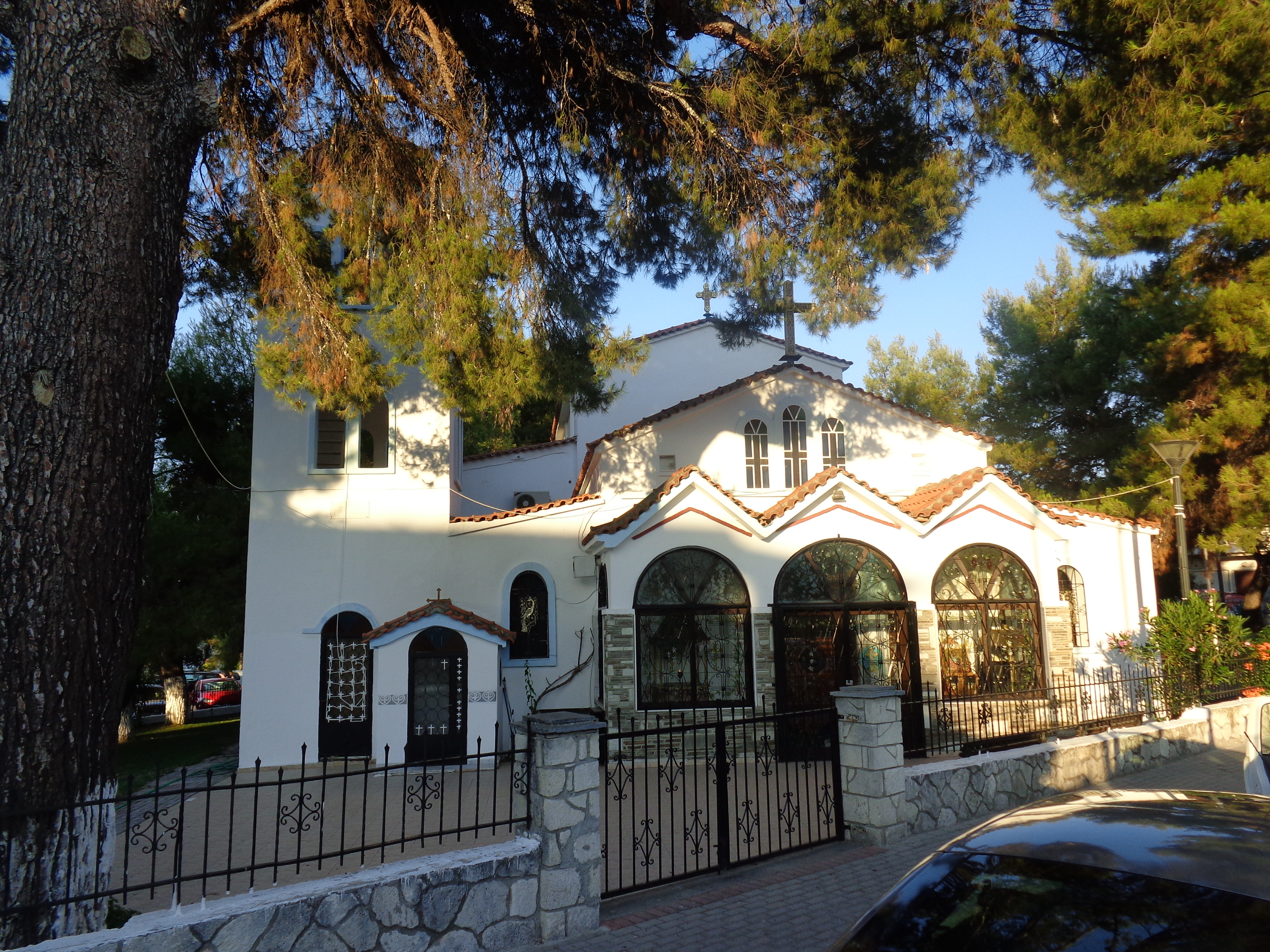
Agios Chrysostomos, Chaniotis, 2017

### Infrastruktur
Der Ort verfügt über einen kleinen Park, eine malerische Fußgängerzone und eine baumgesäumte Küstenpromenade. Im Ortszentrum gibt es für Touristen einladende Tavernen und Restaurants. Der Ort ist auch weiterhin Sitz eines Bürgeramts (Κέντρο Εξυπηρέτησης Πολιτών, ΚΕΠ) für die Gemeinde Pallini (Δήμος Παλλήνης). Außerdem gibt es ein Arztzentrum, eine Einheit für Sozialfürsorge (Μονάδα Κοινωνικής Μέριμνας), ein Zentrum für Senioren (Κέντρο Ανοιχτής Προστασίας Ηλικιωμένων, ΚΑΠΗ), eine Polizeistation und eine Schule und einen Kindergarten (Οι Μέτοικοι).
Die Siedlung liegt an der Nationalstraße Neon Moudania–Paliuri mit der Straßenachse Kassandra (Οδικός Άξονας Κασσάνδρας).

## Geschichte
Der Ort wurde wahrscheinlich im 16. Jahrhundert gegründet. Während der osmanischen Zeit war es eines der 12 Dörfer der Halbinsel und gehörte zum Besitz (Steuerpacht, βακούφ) von Gazanfer Aga (Γκαζανφέρ Αγά).
In der „Skizzenhaften Beschreibung der Halbinsel Chalkidiki“ (1869), vom damaligen Schreiber der Diözese Kassandreia, Nikolaos Chrysantidis (Νικόλαος Χρυσανθίδης) findet sich nur der Kurze Hinweis: „Der kleinste der Orte von Chersonisou Pallini ist dieser Ort, er besteht aus sieben Häusern, hat aber auch eine kleine Kirche“.
Eine andere Beschreibung von Chalkidiki, die 1887 von Nikolaos Schinas (Νικόλαος Σχινάς) veröffentlicht wurde, schreibt: „Dorf Chaniotis, in einer tiefen Senke und hat 20 Familien von Imkern und Bauern, eine Kirche und Brunnen“.
In einem unveröffentlichten Kodex von 1903, in dem die kirchliche und erzieherische Situation Süd-Chalkidikis beschrieben wird, beschränkt sich die Bezugnahme auf Chaniotis nur auf den Satz: „Hanioti – Kirche von Agios Ioannis Chrysostomos“.
In der unveröffentlichten Beschreibung von Chalkidiki „aus gesundheitlicher Sicht“ (από υγειονομικής απόψεως, 1914) von dem „Volksarzt“ aus Thessaloniki und Dichter Georgios Papanikolaos (Γεώργιος Παπανικολάος) steht am wenigsten über Chaniotis, er beschreibt seine „oligarchische Struktur und, dass das Wasser im Dorf aus einer unkontrollierten Wasserquelle stammt, wo von Zeit zu Zeit ein Typhusausbruch auftritt“.
Das Dorf wurde 6 Jahre nach dem verheerenden Erdbeben von Ierissos in den 1930er Jahren mit Unterstützung des damaligen Gemeindelehrers Konstantinos Vratsikidis (Κωνσταντίνος Βρατσικίδηs) an seinen heutigen Standort verlegt.
Bis 1946 gehörte Chaniotis administrativ zu Kapsachora und bildete dann eine selbstständige Landgemeinde (Κοινότητα Χανιώτη).
In den 1960er Jahren erlebte die Siedlung einen touristischen Boom, während gleichzeitig die Infrastruktur der Halbinsel ausgebaut wurde, was zu einer Welle des Baus von Touristenhäusern und Unterkünften führte
Zwischen 1999 und 2010 war Chaniotis im Zuge des Kapodistrias-Programmes Sitz des gleichnamigen Gemeindeteils (δημοτικού διαμερίσματος) der Gemeinde Pallini.

## Archäologie
Eine archäologische Stätte befindet sich beim Schrein der Maria, südlich der Haupt-Kreuzung des Dorfes. Dort befand sich eine frühchristliche Basilika. Auf dem Gelände stehen alte Olivenbäume.